# Heterocampa biundata
Heterocampa biundata är en fjärilsart som beskrevs av Walker 1855. Heterocampa biundata ingår i släktet Heterocampa och familjen tandspinnare. Inga underarter finns listade i Catalogue of Life.